# Тойлар
Тойлар (на гръцки: Περιστερεών, Перистереон, до 1926 година Τοϊλάρ, Тойлар) е бивше село в Гърция, разположено на територията на дем Места (Нестос), административна област Източна Македония и Тракия.

## География
Тойлар е било разположено на 2 km източно от Хрисохори (Органджилар), на десния бряг на Места (Нестос).

## История

### В Османската империя
В XIX век Тойлар е турско село в Саръшабанската каза на Османската империя. На австро-унгарската военна карта е отбелязано като Тойлар (Tojlar). Съгласно статистиката на Васил Кънчов („Македония. Етнография и статистика“) към 1900 година Тунлеръ е турско селище и в него живеят 75 турци.

### В Гърция
В 1913 година селото попада в Гърция след Междусъюзническата война. През 20-те години турското му население се изселва по споразумението за обмен на население между Гърция и Турция след Лозанския мир и на негово място в селото (Τοϊλάρ) са заселени 26 семейства гърци бежанци, или 204 души. В 1926 година името му е сменено на Перистереон.
Българска статистика от 1941 година показва 266 жители.
Селото се разпада поради мелиоративните дейности в района и жителите му се изселват в Неа Кария.
| Година    | 1913 | 1920 | 1928 | 1940 | 1951 | 1961 | 1971 | 1981 | 1991 | 2001 | 2011 | 2021 |
| --------- | ---- | ---- | ---- | ---- | ---- | ---- | ---- | ---- | ---- | ---- | ---- | ---- |
| Население | 88   | 63   | 196  | 285  |      |      |      |      |      |      |      |      |